# Sergueï Brioukhonenko
Sergueï Sergueïévitch Brioukhonenko (en russe : Сергей Сергеевич Брюхоненко), né le 30 avril 1890 à Kozlov (aujourd'hui Mitchourinsk) et mort le 20 avril 1960 à Moscou, est un chirurgien soviétique, pionnier de la chirurgie à cœur ouvert en Russie. Il fut l'un des dirigeants de l'Institut de recherche de chirurgie expérimentale, où le professeur Alexandre Vichnevski effectue la première opération soviétique à cœur ouvert en 1957.
Chirurgien militaire pendant la Première Guerre mondiale, Brioukhonenko est principalement connu pour avoir inventé et réalisé l'« autojektor », un ensemble cœur-poumon artificiel rudimentaire. Le dispositif a été utilisé avec des résultats mitigés dans une série d'expériences sur des chiens de 1926 à 1939, comme on peut le voir dans le film Expériences de réanimation d'organismes. Si certains pensent aujourd'hui que le film constitue une remise en scène des procédures, les expériences elles-mêmes étaient bien documentées.
Il a obtenu en 1965 le Prix Lénine à titre posthume pour ses travaux sur la circulation sanguine artificielle.